# Jan Afzelius
Johan (Jan) Bertil Afzelius, född 12 december 1929 i Oscars församling i Stockholm, död där 23 juli 2000, var en svensk tecknare och konstnär, mest känd för sina illustrationer på Dagens Nyheters Namn och Nytt-sida, där hans teckningar publicerades under samlingsrubriken Afzelius tecknar Stockholm. Tidigare, under 1961–1969, frilansade han åt Svenska Dagbladet.
Han var son till hovrättsrådet Sven Afzelius och Brita Tigerschiöld. Efter sin skolgång på Manillaskolan för döva – han var född döv – utbildade sig han till konstnär vid ABC-skolan 1944–1946, Anders Beckmans målarskola 1946–1948 och Otte Skölds målarskola 1948–1949, Konstfack i Stockholm, och Slöjdskolan i Göteborg. Han medverkade i ABC-skolans utställningar 1946–1948 och i Nationalmuseums utställning Unga tecknare. Med tiden ägnade han sig nästan uteslutande åt teckning. Skisser bearbetades och ligger till grund för omsorgsfullt komponerade bilder.
Vid sidan av tidningstecknandet illustrerade Afzelius även barnböcker och bokomslag. Afzelius finns representerad vid bland annat Nationalmuseum i Stockholm. Han är begraven på Ludgo kyrkogård.